# Tortula subspiralis
Tortula subspiralis là một loài Rêu trong họ Pottiaceae. Loài này được (Hampe) Broth. miêu tả khoa học đầu tiên năm 1902.